# Robert Kempter
Robert Kempter (* 22. März 1988) ist ein ehemaliger deutscher Fußballschiedsrichter der 2. Fußball-Bundesliga und heutiger FIFA-Linienrichter bzw. Vierter Offizieller. Er ist der bisher jüngste Schiedsrichter, der in der 2. Fußball-Bundesliga zum Einsatz kam. Sein Heimatverein ist der VfR Sauldorf.

## Sportlicher Werdegang
Robert Kempter ist in Krumbach, einem Teilort der Gemeinde Sauldorf, aufgewachsen. Er leitete am 18. August 2006 seine erste Partie in der Fußball-Oberliga Baden-Württemberg. Es folgte am 11. August 2007 ein Spiel in der Regionalliga Süd und am 23. August 2008 mit der Begegnung VfR Aalen gegen Rot-Weiß Erfurt ein Spiel in der 3. Fußball-Liga.
Am 12. September 2008 leitete er, mit gerade einmal 20 Jahren, das Zweitligaspiel Alemannia Aachen gegen FC Ingolstadt 04. Er war somit der jüngste deutsche Schiedsrichter in dieser Liga und löste seinen älteren Bruder Michael Kempter (* 1983) ab, der diesen Rekord seit dem 24. September 2004 innehatte.
Am 21. Mai 2025 leitete Kempter als Assistent im Team um Hauptschiedsrichter Felix Zwayer das Finale der UEFA Europa League zwischen Tottenham Hotspur und Manchester United in Bilbao.
Er wurde für die FIFA-Klub-WM 2025 in den USA im Gespann um Felix Zwayer nominiert.
Kempter ist von Beruf Werkzeugmechaniker und wohnt in Sauldorf.